# Naapurisaaret
Naapurisaaret är en ö i Finland. Den ligger i sjön Päijänne och i kommunen Muurame i den ekonomiska regionen  Jyväskylä ekonomiska region  och landskapet Mellersta Finland, i den södra delen av landet, 220 km norr om huvudstaden Helsingfors. Öns area är 1 hektar och dess största längd är 140 meter i sydöst-nordvästlig riktning.  Notera att namnet antyder att det är fråga om flera öar.